# 夸什鄉
47°32′N 23°35′E / 47.533°N 23.583°E
夸什鄉（羅馬尼亞語：Comuna Coaș, Maramureș），是羅馬尼亞的鄉份，位於該國西北部，由馬拉穆列什縣負責管轄，面積27平方公里，海拔高度339米，2007年人口1,393，人口密度每平方公里52人。